# NatWest
El National Westminster Bank Plc, más conocido como NatWest, es un banco comercial británico que forma parte del Royal Bank of Scotland desde 2000. Nació en 1968 de la fusión de los bancos National Provincial Bank (nacido en 1833 como National Provincial Bank of England) y Westminster Bank (fundado en 1834 como London County and Westminster Bank). 
Considerado tradicionalmente como uno de los big four, cuatro grandes, NatWest tiene una amplia red de 1.600 oficinas y 3.400 cajeros automáticos en el Reino Unido además de un servicio de banca en línea, Actionline. Actualmente tiene más de 7,5 millones de clientes individuales y ofrece servicios bancarios a 850.000 pymes. 
Opera en Irlanda del Norte a través de su subsidiaria Ulster Bank.
- Datos: Q2740021
- Multimedia: National Westminster Bank / Q2740021